# 浠水県
浠水県（きすい-けん）は中華人民共和国湖北省黄岡市に位置する県。

## 歴史
国共内戦の間の革命活動の中心だった。1922年に、国民党をひそかに攻撃するための地下組織が形成された。1926年から1949年の間に、何千人もの地元住民が戦いで命を落とした。

## 行政区画
- 鎮：清泉鎮、巴河鎮、竹瓦鎮、汪崗鎮、団陂鎮、関口鎮、白蓮鎮、蔡河鎮、洗馬鎮、丁司壋鎮、散花鎮、蘭渓鎮
- 郷：緑楊郷

## 経済
貧しい農民が1つの大きな農場を形成するために土地と牛を集めたため、湖北省でもかなり早い1952年に農業者の農協が設立された。初年度に、生産量は三分の一増大した。淡水魚とレンコン耕作を広げ、米のニ季作を始めた。1956年、浠水農協は模範的「国家の生産成長モデル」とされた。主要な治水と灌漑貯水池は1961年に完成し、それは翌年から発電を開始した。これはまた他の地域が従う国のモデルとなった。

## 揚子江の氾濫
揚子江からの氾濫を被りやすく、1996年に揚子江から村を保護する主な堤防壁が方々に張り巡らされた。非常時には蘄春県と武穴市から援助を受けなければならなかった。堤防はそれ以来より高く、広く、大きくされた。

## 有名人
- 湯化竜
- 湯薌銘
- 徐復観
- 聞一多
- 岑拯
- 楊継縄